# Capuronia benoistii
Capuronia benoistii is een plantensoort uit de kattenstaartfamilie (Lythraceae). De soort is endemisch in Madagaskar, waar deze voorkomt in het zuidwesten, in de lage vallei van de rivier Fiherenana, waar hij groeit op zand. De soort wordt bedreigd door vermindering van habitat en bosbranden. De soort staat op de Rode Lijst van de IUCN geklasseerd als 'kwetsbaar'.